# Foro Italico

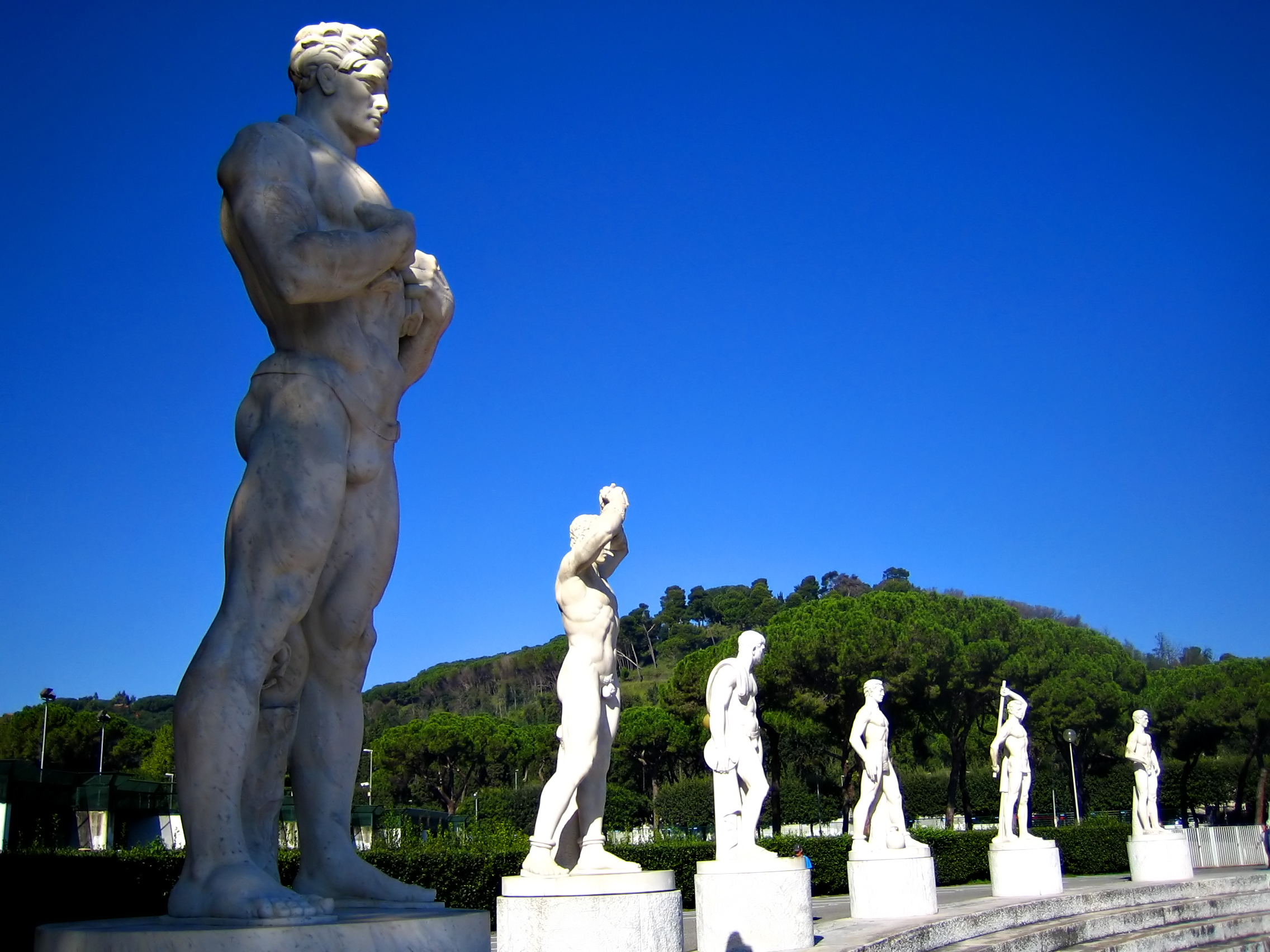
Sportlerstatuen im Stadio dei Marmi aus Carrara-Marmor

Das Foro Italico, ehemals Foro Mussolini, ist ein monumentaler, von 1928 bis 1938 errichteter Sportstättenkomplex in Rom, der zunächst der paramilitärischen, auf körperliche Ertüchtigung ausgerichteten Jugendorganisation des faschistischen Regimes, der Opera Nazionale Balilla, diente. Eine Bewerbung um die Olympischen Sommerspiele 1940 durch das faschistische Italien durch Mussolini war geplant. Die Sommerspiele wurden schließlich nach Japan vergeben. Nach dem Zweiten Weltkrieg war das Foro Italico Ort zahlreicher Sportveranstaltungen, beispielsweise der Olympischen Sommerspiele 1960, der Fußball-Weltmeisterschaft 1990 und der Schwimmweltmeisterschaften 2009.

## Lage und Bautradition
Die am Fuß des Monte Mario gelegene, dem aus der gleichen Epoche stammenden Palazzo della Farnesina (damals Palazzo del Littorio) benachbarte Anlage umfasst unter anderem das Olympiastadion Rom, das von überlebensgroßen „heroischen“ Sportlerfiguren gesäumte Stadio dei Marmi (Marmorstadion), ein Schwimmstadion und Tennisanlagen, den Mussolini-Obelisken und den Piazzale del Impero mit dem marmornen Sphärenbrunnen mit der 3 Meter im Durchmesser messenden steinernen Weltkugel. Die direkte Zuwegung zum Olympiastadion über den Tiber wird über die steinerne Brücke Ponte Duca d’Aosta hergestellt, während die zweispurige Verkehrswegung entlang des Tibers an der Anlage vorbeiführt. Auf einer Achse zum Stadion liegen die Brücke über den Tiber, der Mussolini-Obelisk und der Sphärenbrunnen. Der Sphärenbrunnen, in dessen Mitte sich die Weltkugel befindet, ist mit großflächigen Mosaiken arrondiert und bis zum Obelisken mit zahlreichen Mosaiken gepflastert.
Das Foro Italico bietet ein typisches und gut erhaltenes Beispiel der Instrumentalisierung des Sports für die Zwecke einer Ideologie, hier des Faschismus und seines Herrenmenschentums.
Die italienischen Faschisten idealisierten römische Traditionen und knüpften an die antike Baukunst an. In ganz Italien wurde der Architekturstil durch neue Monumentalbauten wie Foren, Triumphbögen und Monumentalstatuen bestimmt. Das Forum Mussolini, das an den Ufern des Tibers geschaffen wurde, bildete den unmittelbaren Ausdruck dieser Vorstellungen. An anderen vorhandenen Bauten wurden faschistische Symbole angebracht; im Mussolini-Forum wurde durch die Schaffung neuer Sportarenen, die von monumentalen Bildwerken aus Carrara-Marmor gesäumt sind, an antike Vorbilder angeknüpft; der Mussolini-Obelisk bildet das Zentrum dieses Forums. Neben den Monumentalstatuen sind großflächige farbige Mosaiken figurativer Darstellungen von Wesen und Tieren auf Wänden und Böden eingebracht. In den Mosaikböden sind bis zum heutigen Tage die Inschriften DVCE („Führer“), DVCE A NOI („Unser Duce“), MOLTI NEMICI MOLTO ONORE („Viel Feind, viel Ehr“) und DVCE LA NOSTRA GIOVINEZZA A VOI DEDICHIAMO („Duce, wir schenken Euch unsere Jugend“) eingelegt.

## Baugeschichte
Das Foro Italico wurde von Enrico Del Debbio und Luigi Moretti entworfen. Etappen des Baufortschritts wurden an hohen Festtagen des faschistischen Regimes gefeiert. Am 4. November 1932, nach Abschluss der Feiern zum zehnjährigen Jubiläum des Marsches auf Rom, „weihte“ der Duce die erste Gruppe von Bauten: den Palazzo dell’Accademia Fascista, den Mussolini-Obelisk und das Stadio dei Marmi. Am 9. Mai 1937, zum ersten Jahrestag der Gründung des faschistischen Imperiums weihte Mussolini den Palazzo delle Terme, den Piazzale dell’Impero, die Casa delle Armi und das Olympische Stadion ein. Am 15. Dezember 1938 wurde der Sportstättenkomplex schließlich offiziell fertiggestellt. Etwa gleichzeitig begann der Bau des benachbarten Palazzo del Littorio, Sitz der faschistischen Parteizentrale und heute des Außenministeriums.
Der 220 m lange und 30 m breite Ponte Duca d’Aosta des Architekten Vincenzo Fasolo über den Tiber aus Naturstein wurde von 1939 bis 1942 erbaut und erschließt den direkten Zugang zum Forum. Auf den Pylonen der Brücke befinden sich Hochreliefs kriegerischer Auseinandersetzungen des 20. Jahrhunderts.

## Sportliche Ereignisse

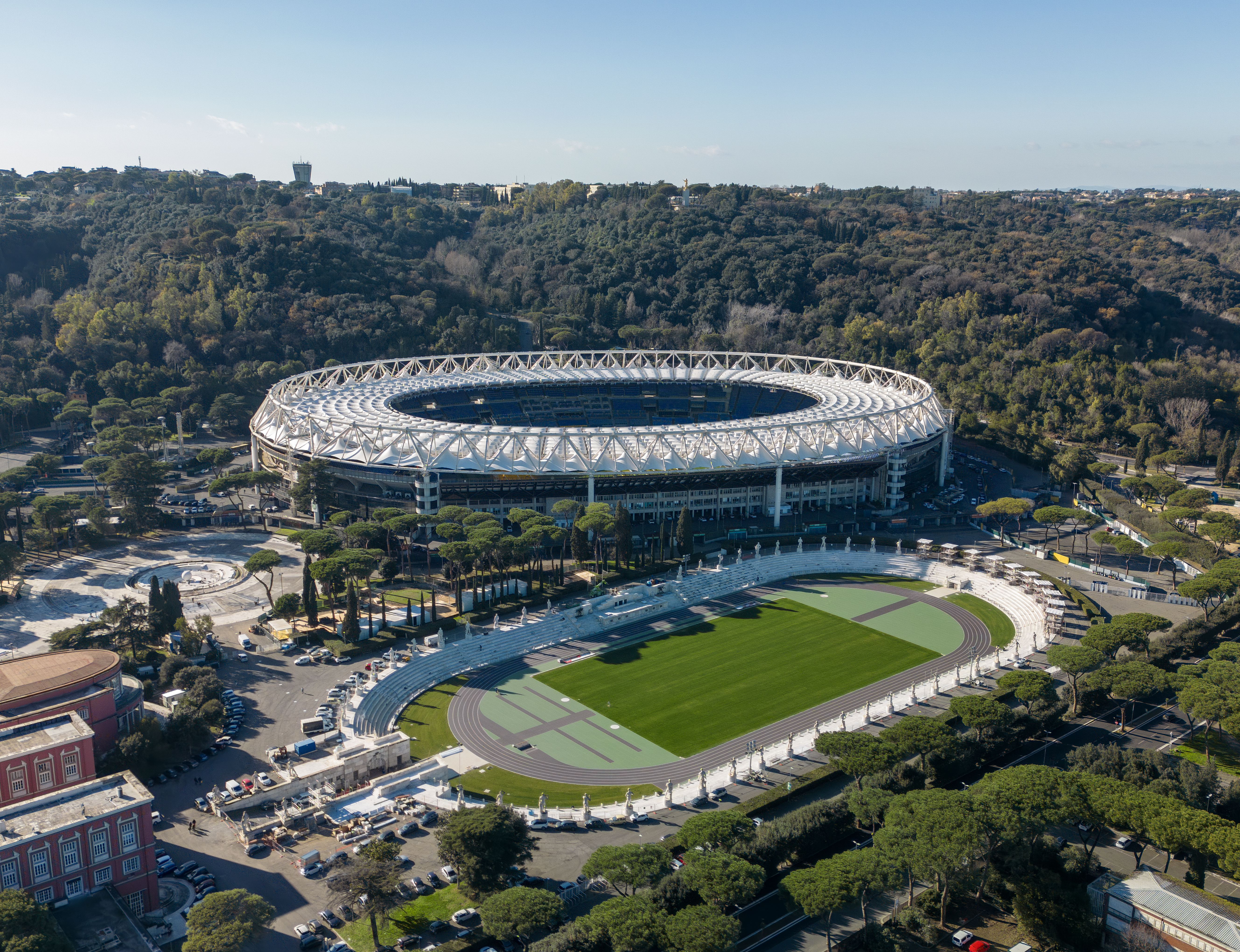
Olympiastadion und Stadio dei Marmi

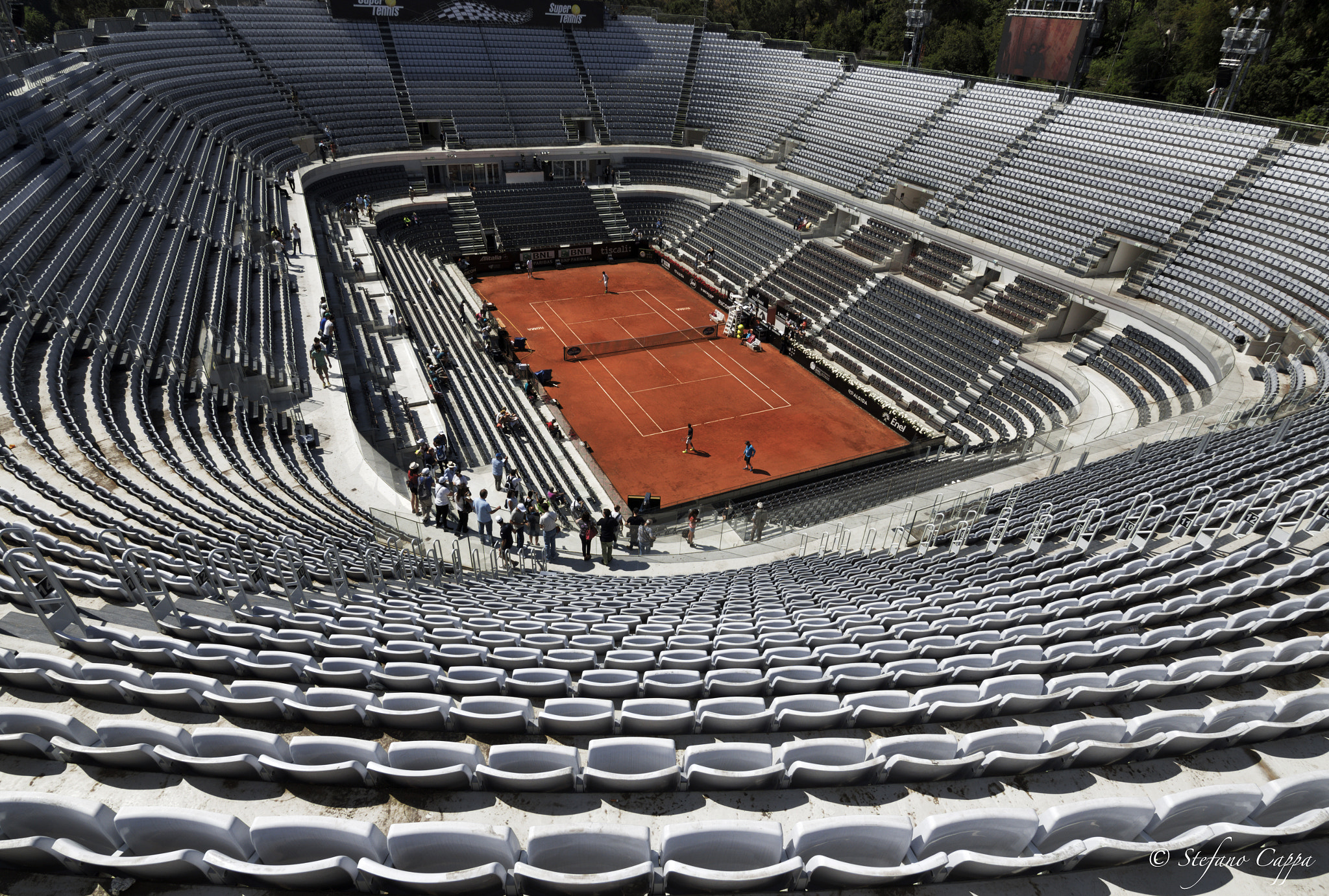
Stadio del Tennis di Roma – Campo Centrale

- Tennis ATP Rom Masters, seit 1934.
- Tennis WTA WTA Rom
- Olympische Sommerspiele 1960
- Fußball-Europameisterschaft 1968
- Leichtathletik-Europameisterschaften 1974
- Fußball-Europameisterschaft 1980
- Schwimmeuropameisterschaften 1983
- Leichtathletik-Weltmeisterschaften 1987
- Fußball-Weltmeisterschaft 1990
- Schwimmweltmeisterschaften 1994
- Schwimmweltmeisterschaften 2009
- Beachvolleyball-Weltmeisterschaft 2011
- Beachvolleyball-Weltmeisterschaft 2022
- Leichtathletik-Europameisterschaften 2024